# Almerindo Marques
Almerindo da Silva Marques (Leiria, Leiria, 20 de dezembro de 1939 — Lisboa, 1 de dezembro de 2021) foi um gestor português.

## Biografia
Frequentou a Escola Industrial e Comercial de Leiria e completou, em 1969, uma Licenciatura em Finanças, no Instituto Superior de Ciências Económicas e Financeiras da Universidade Técnica de Lisboa. 
Nos anos de 1970, chegou a Secretário-Geral do Banco da Agricultura, onde ingressara em 1963, sendo saneado após o 25 de Abril de 1974. 
Entretanto, aderiu ao Partido Socialista, sendo nomeado Secretário de Estado da Administração Escolar do I Governo Constitucional de Portugal, de Mário Soares. 
A seguir, entre 1983 e 1985, foi Deputado à Assembleia da República, pelo Círculo de Leiria, na III Legislatura da Terceira República Portuguesa.
Em 1985, retomou a sua carreira profissional, ingressando no Banco Espírito Santo e Comercial de Lisboa. 
Depois foi chamado para o processo de criação da Sociedade Gestora da Rede Multibanco (SIBS), de que foi presidente, até 1986. Saiu da Rede Multibanco para presidir ao Conselho de Administração do Banco Fonsecas & Burnay, entre 1986 e 1989, e daí foi assumir funções como Administrador-Delegado do Barclays em Portugal, até 1997. Foi Administrador da Caixa Geral de Depósitos (CGD), entre 1998 e 2002, e do Banco Nacional Ultramarino, de 1999 a 2002.
Demite-se da Administração da Caixa Geral de Depósitos em rutura com o Presidente António de Sousa e Vítor Constâncio, Governador do Banco de Portugal, por falhas na forma como foram concedidos alguns empréstimos, de forma irregular e sem respeitar pareceres internos e em operações de risco. A auditoria da EY à gestão da CGD, entre 2000 e 2015 revelou a existência de vários créditos em mora de valores elevados. O então Governador do Banco de Portugal, Vitor Constâncio, ignorou os alertas para falhas no controlo de risco de crédito no banco público com o argumento que o supervisor "não tinha recursos para mandar fazer uma auditoria" e que não era "conveniente" avançar com base numa denúncia.
Em 2002, o governo de Durão Barroso (sendo Nuno Morais Sarmento o Ministro responsável pelo setor audiovisual do Estado) nomeou Almerindo Marques Presidente da Radiotelevisão Portuguesa, incumbindo-o da reestruturação financeira da empresa. Em 2007, foi nomeado por Mário Lino, então Ministro das Obras Públicas do XVII Governo Constitucional de Portugal e do XVIII Governo Constitucional de Portugal de José Sócrates, para a Presidência da Estradas de Portugal. Incompatibilizado com a política financeira do Governo, demitiu-se desse cargo em Março de 2011.
Desde Maio de 2011, foi Administrador da construtora Opway, tendo comprado esta empresa após a queda do Grupo Espírito Santo, em 2015.
Morreu a 1 de Dezembro de 2021, aos 81 anos.